# Kalanchoe pinnata

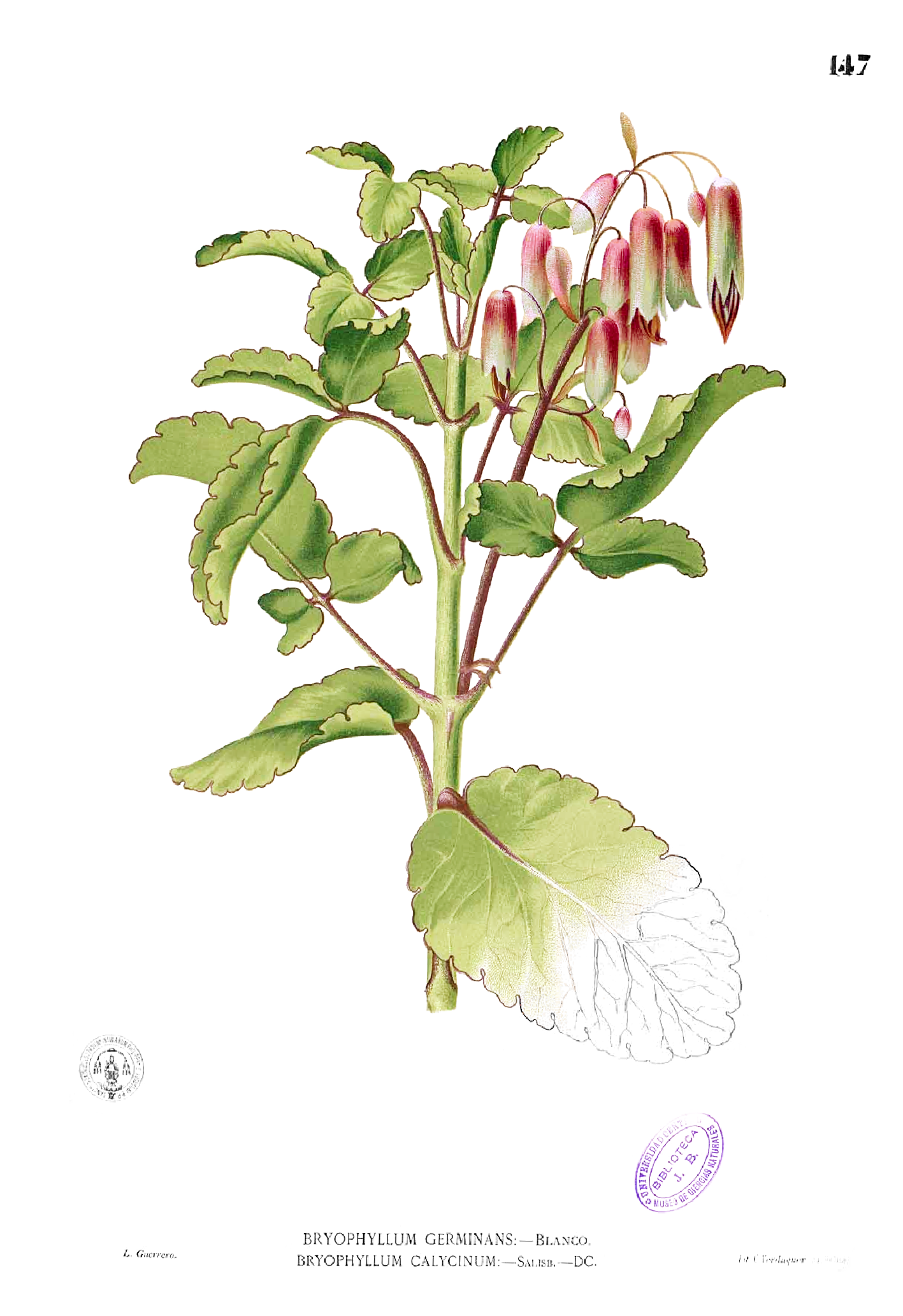
Gut zu erkennen sind in dieser Illustration die unterschiedlich geformten Blätter: unten einfach und im Bereich des Blütenstandes zusammensetzt.

Kalanchoe pinnata ist eine Pflanzenart der Gattung Kalanchoe in der Familie der Dickblattgewächse (Crassulaceae). Die sogenannte Goethe-Pflanze wird häufig mit Kalanchoe daigremontiana verwechselt.

## Beschreibung
Diese kräftige, meist aufrechte, oft verzweigte, ausdauernde, sukkulente Pflanze erreicht Wuchshöhen von 0,3 bis zu 2 Metern. Die gegenständigen, gestielten Laubblätter sind sukkulent, ledrig, fleischig, 5 bis 20 cm lang und 2,5 bis 12 cm breit; die unteren sind einfach und eiförmig, die oberen sind gefiedert und bis 13 Zentimeter lang. An den Einbuchtungen der gekerbten bis gesägten Blattränder bilden sich oft Brutknospen. Der Blattstiel ist 2 bis 10 cm lang.
Es werden achselständige, rispige Blütenstände gebildet. Der Blütenstiel weist eine Länge von 10 bis 25 mm auf.
Die gestielten, hängenden, großen Blüten sind zwittrig und fünfzählig. Die vier glatten, grün bis rot oder mit rot-violetten Streifen versehenen Kelchblätter sind zu einer Kelchröhre mit einer Länge von 2,1 bis 3 cm und einem Durchmesser von 0,6 bis 1,2 cm verwachsen; diese endet in dreieckigen Kelchzipfeln. Die vier glatten, roten oder violetten Kronblätter sind glockenförmig verwachsen, 3,4 bis 5,4 cm lang und 0,4 bis 0,7 cm breit. Es sind zwei Kreise mit je vier Staubblättern vorhanden. Die 2 bis 4,5 mm langen Staubblätter sind mit dem unteren Viertel der Kronröhre verwachsen. Die vier 6 bis 12 mm langen Fruchtblätter sind nur an ihrer Basis verwachsen. Die vier Griffel weisen eine Länge von 2 bis 3,5 cm auf. Die Nektarschüppchen weisen eine Länge von 1,5 bis 2,6 mm und eine Breite von 1 bis 1,8 mm auf.
Je Blüte werden vier Balgfrüchte gebildet; sie weisen eine Länge von 10 bis 14 mm auf, sind von papierartigen Kelch umhüllt und enthalten viele Samen. Die winzigen, eiförmigen Samen weisen eine Länge von 0,8 bis 1,2 mm und einen Durchmesser von 0,2 bis 0,35 mm auf.

## Verbreitung, Chromosomenzahl und Systematik
Das natürliche Verbreitungsgebiet von Kalanchoe pinnata ist Madagaskar. Diese Art ist in den tropischen Gebieten von Afrika, Asien und Amerika verwildert.
Die Chromosomenzahl ist {\displaystyle 2n=36}.
Eine erste Beschreibung erfolgte 1782 als Crassula pinnata durch den Sohn von Carl von Linné. Jean-Baptiste de Lamarck ordnete die Art als Cotyledon pinnata der Gattung Cotyledon zu. Christian Hendrik Persoon stellte sie 1805 unter ihrem heutigen Namen in die Gattung Kalanchoe.
Es existieren zahlreiche Synonyme. Das wichtigste davon ist die 1805 vorgenommene Beschreibung von Bryophyllum calycinum durch Richard Anthony Salisbury. Die von ihm gleichzeitig aufgestellte Gattung Bryophyllum ist heute eine Sektion der Gattung Kalanchoe. Ein weiteres Synonym ist Bryophyllum pinnatum.

## Die „Goethe-Pflanze“

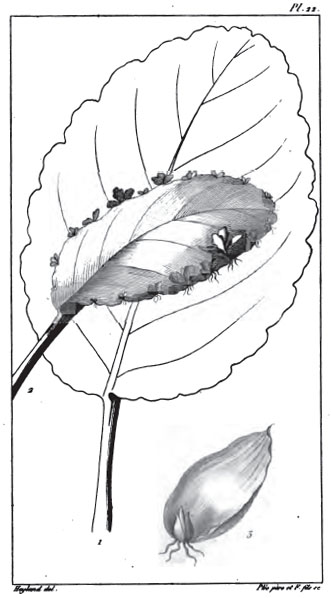
Abbildung von Bryophyllum calycinum auf Tafel 22 in Band 2 von Augustin-Pyrame de Candolles Organographie végétale (1827).

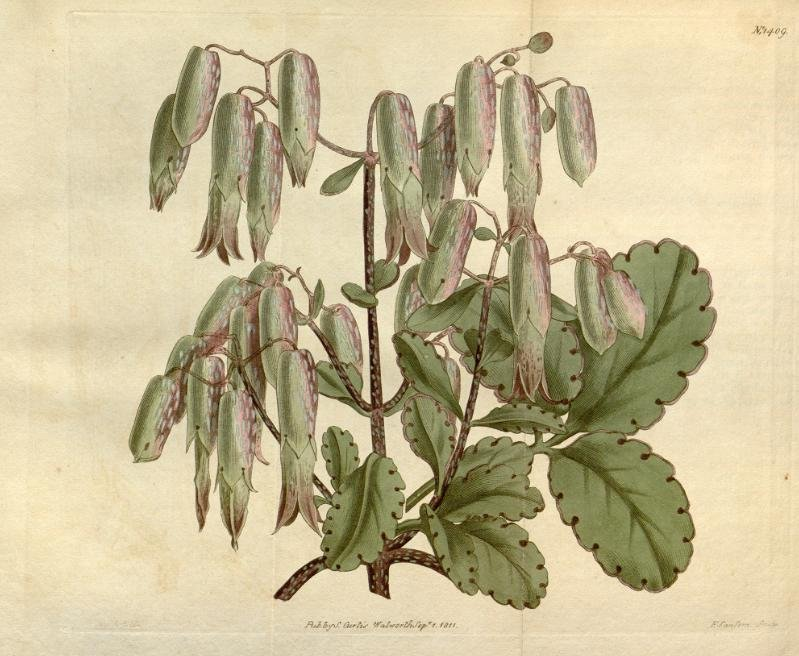
Tafel 1409 mit Bryophyllum calycinum im von William Curtis herausgegebenen Botanical Magazin (Band 34 von 1811).

Das erste, 1814 unter dem Namen Bryophyllum calycinum nach Deutschland eingeführte, Exemplar stammte aus dem Botanischen Garten Kew und wurde im Botanischen Garten Hannover vermehrt. 1817 erhielt der Botanische Garten Belvedere in Weimar eines dieser Exemplare. Wenig später beobachtete Johann Wolfgang von Goethe dort, wie kleine Pflänzchen an den Blatträndern der Mutterpflanze wuchsen. Davon fasziniert, begann Goethe mit der Aufzucht und der genauen Beobachtung dieser Pflanze.
Der Präsident der Deutschen Akademie der Naturforscher Leopoldina Christian Gottfried Daniel Nees von Esenbeck bat Goethe, eine wissenschaftliche Abhandlung für die Nova Acta Physico-Media Academiae zu schreiben. Goethe fertigte, unter Verwendung der Darstellung der Pflanze in William Curtis Botanical Magazine, im September 1820 einen ersten Entwurf an, der jedoch nicht publiziert wurde. Auch ein zweites Manuskript vom März 1826 blieb im Entwurf stecken. Zu Goethes Lebzeiten wurden nur kleine, fragmentarische Notizen von ihm über die Pflanze veröffentlicht.
Das Bryophyllum calycinum hatte auch Einfluss auf Goethes Dichtkunst. So schrieb er über die Pflanze beispielsweise das Gedicht Mit einem Blatt Bryophyllum calycinum. Das Gedicht war Teil eines Briefes Goethes vom 19. April 1830 an Marianne von Willemer, dem auch ein Exemplar der Pflanze Brutblatt beigelegt war.

## Medizinische Verwendung
Seit Jahrzehnten wird Kalanchoe pinnata in der Anthroposophischen Medizin zur Wehenhemmung (Tokolyse) eingesetzt. Zahlreiche weitere positive Eigenschaften werden beschrieben, wie die Wirksamkeit bei Leishmaniose, Gelbsucht (Ikterus), Bluthochdruck (arterieller Hypertonus) und bei der Wundheilung. Kalanchoe pinnata wird deswegen seit langem in der traditionellen Medizin Afrikas, Indiens, Chinas und Australiens eingesetzt. Darüber hinaus werden antidiabetische, antibakterielle, immunosuppressive und antimutagene Effekte bei Tumorerkrankungen beschrieben, die aber zum Teil noch Gegenstand experimenteller Untersuchungen sind.

## Nachweise